# Пиратини
Пиратини (порт. Piratini) — муниципалитет в Бразилии, входит в штат Риу-Гранди-ду-Сул. Составная часть мезорегиона Юго-восток штата Риу-Гранди-ду-Сул. Входит в экономико-статистический микрорегион Серрас-ди-Судести. Население составляет 20 714 человека на 2006 год. Занимает площадь 3 561,480 км². Плотность населения — 5,8 чел./км².

## История
Город основан в 1789 году.

## Статистика
- Валовой внутренний продукт на 2003 составляет 123.284.979,00 реалов (данные: Бразильский институт географии и статистики).
- Валовой внутренний продукт на душу населения на 2003 составляет 6.128,09 реалов (данные: Бразильский институт географии и статистики).
- Индекс развития человеческого потенциала на 2000 составляет 0,756 (данные: Программа развития ООН).